# العلاقات الأمريكية البلجيكية
العلاقات الأمريكية البلجيكية هي العلاقات الثنائية التي تجمع بين الولايات المتحدة وبلجيكا.

## مقارنة بين البلدين
هذه مقارنة عامة ومرجعية للدولتين:
| وجه المقارنة                                              | الولايات المتحدة                                                                                                  | بلجيكا                                                                              |
| --------------------------------------------------------- | --- | ----------------------------------------------------------------------------------- |
| المساحة (كم2)                                             | 9.83 مليون | 30.53 ألف                                                                           |
| عدد السكان (نسمة)                                         | 311.58 مليون | 11.37 مليون                                                                         |
| الكثافة السكانية (ن./كم²)                                 | 31.7 | 372.42                                                                              |
| العاصمة                                                   | واشنطن العاصمة | بروكسل                                                                              |
| اللغة الرسمية                                             | لغة إنجليزية | اللغة الهولندية، لغة فرنسية، اللغة الألمانية                                        |
| العملة                                                    | دولار أمريكي | يورو، فرنك بلجيكي                                                                   |
| الناتج المحلي الإجمالي (بليون دولار)                      | 19.39 تريليون | 492.68 مليار                                                                        |
| الناتج المحلي الإجمالي (تعادل القوة الشرائية) بليون دولار | 18.04 تريليون | 514.74 مليار                                                                        |
| الناتج المحلي الإجمالي الاسمي للفرد دولار أمريكي          | 56.12 ألف | 40.32 ألف                                                                           |
| الناتج المحلي الإجمالي للفرد دولار أمريكي                 | 54.63 ألف | 43.44 ألف                                                                           |
| مؤشر التنمية البشرية                                      | 0.920 | 0.890                                                                               |
| رمز المكالمات الدولي                                      | +1 | +32                                                                                 |
| رمز الإنترنت                                              | .us، حكومة، .mil، Edu.                                                                                            | .be                                                                                 |
| المنطقة الزمنية                                           | توقيت ساموا الأمريكية، توقيت أطلنطي موحد، منطقة زمنية وسطى، توقيت ألاسكا ‏، المنطقة الزمنية الجبلية، توقيت تشامرو ‏ | توقيت وسط أوروبا، ت ع م+01:00، ت ع م+02:00، توقيت وسط أوروبا الصيفي، أوروبا/بروكسل ‏ |

## مدن متوأمة
في ما يلي قائمة باتفاقيات التوأمة بين مدن أمريكية وبلجيكية:
- ترتبط كروتش بوينت مع Bertrix [الإنجليزية]‏ باتفاقية توأمة.
- ترتبط أرفادا مع ميشيلين باتفاقية توأمة.
- ترتبط سولفور مع آرلون باتفاقية توأمة.
- ترتبط لافاييت مع نامور باتفاقية توأمة.
- ترتبط أتلانتا مع بروكسل باتفاقية توأمة منذ 1979.
- ترتبط بيتسبرغ مع شارلوروا باتفاقية توأمة.
- ترتبط مانسورا مع Gouvy [الإنجليزية]‏ باتفاقية توأمة.
- ترتبط واشنطن العاصمة مع بروكسل باتفاقية توأمة منذ 19 فبراير 1962.[19][19]
- ترتبط ألباني مع غنت باتفاقية توأمة.
- ترتبط ليتل روك مع مونس باتفاقية توأمة.
- ترتبط بيلمونت مع نامور باتفاقية توأمة.[20]
- ترتبط كوتونبورت مع Habay [الإنجليزية]‏ باتفاقية توأمة.

## منظمات دولية مشتركة
يشترك البلدان في عضوية مجموعة من المنظمات الدولية، منها:
| علم المنظمة | اسم المنظمة                               | تاريخ انضمام الولايات المتحدة | تاريخ انضمام بلجيكا |
| ----------- | ----------------------------------------- | ----------------------------- | ------------------- |
|             | وكالة ضمان الاستثمار متعدد الأطراف        | 12 أبريل 1988                 | 18 سبتمبر 1992      |
|             | الوكالة الدولية للطاقة                    | ?                             | ?                   |
|             | الاتحاد الدولي للاتصالات                  | 1 يوليو 1908                  | 1866                |
|             | يونسكو                                    | 4 نوفمبر 1946                 | 29 نوفمبر 1946      |
|             | البنك الإفريقي للتنمية                    | ?                             | ?                   |
|             | بنك التنمية الآسيوي                       | 1966                          | 1966                |
|             | الأمم المتحدة                             | 24 أكتوبر 1945                | 27 ديسمبر 1945      |
|             | مؤسسة التمويل الدولية                     | 20 يوليو 1956                 | 27 ديسمبر 1956      |
|             | منظمة الشرطة الجنائية الدولية             | ?                             | ?                   |
|             | مركز تنسيق الحركة في أوروبا ‏              | ?                             | ?                   |
|             | الاتحاد البريدي العالمي                   | ?                             | ?                   |
|             | منظمة حظر الأسلحة الكيميائية              | ?                             | ?                   |
|             | اتفاقية السماوات المفتوحة                 | ?                             | ?                   |
|             | منظمة التجارة العالمية                    | ?                             | ?                   |
|             | منظمة الأمن والتعاون في أوروبا            | 25 يونيو 1973                 | 25 يونيو 1973       |
|             | نظام تحكم تكنولوجيا القذائف               | 1987                          | 1990                |
|             | مجموعة الموردين النوويين                  | ?                             | ?                   |
|             | منظمة التعاون الاقتصادي والتنمية          | ?                             | ?                   |
|             | المركز الدولي لتسوية المنازعات الاستشارية | 14 أكتوبر 1966                | 26 سبتمبر 1970      |
|             | البنك الدولي للإنشاء والتعمير             | 27 ديسمبر 1945                | 27 ديسمبر 1945      |
|             | مؤسسة التنمية الدولية                     | 24 سبتمبر 1960                | 2 يوليو 1964        |
|             | حلف شمال الأطلسي                          | 4 أبريل 1949                  | 4 أبريل 1949        |
|             | المنظمة الهيدروغرافية الدولية             | ?                             | ?                   |
|             | مجموعة أستراليا                           | 1985                          | 1985                |
|             | الفريق المعني برصد الأرض                  | ?                             | ?                   |

## أعلام
هذه قائمة لبعض الشخصيات التي تربطها علاقات بالبلدين:
- بوني هنت (22 سبتمبر 1961[34][35] – )
- جوني ديب (ممثل أمريكي، 9 يونيو 1963[36][37] – )
- روبرت دوفال (ممثل ومخرج أمريكي، 5 يناير 1931[38][39][40] – )
- مايكل دوغلاس (25 سبتمبر 1944[41][42][43] – )
- هنري فورد (سياسي أمريكي، 30 يوليو 1863[44][45][46] – 7 أبريل 1947[44][45][46])

## وصلات خارجية
- موقع وزارة الخارجية الأمريكية
- موقع وزارة الخارجية البلجيكية